# Isidora Goreshter
 (septembre 2023).
La mise en forme du texte ne suit pas les recommandations de Wikipédia : il faut le « wikifier ».
Les points d'amélioration suivants sont les cas les plus fréquents. Le détail des points à revoir est peut-être précisé sur la page de discussion.
- Les titres sont pré-formatés par le logiciel. Ils ne sont ni en capitales, ni en gras.
- Le texte ne doit pas être écrit en capitales (les noms de famille non plus), ni en gras, ni en italique, ni en « petit »…
- Le gras n'est utilisé que pour surligner le titre de l'article dans l'introduction, une seule fois.
- L'italique est rarement utilisé : mots en langue étrangère, titres d'œuvres, noms de bateaux, etc.
- Les citations ne sont pas en italique mais en corps de texte normal. Elles sont entourées par des guillemets français : « et ».
- Les listes à puces sont à éviter, des paragraphes rédigés étant largement préférés. Les tableaux sont à réserver à la présentation de données structurées (résultats, etc.).
- Les appels de note de bas de page (petits chiffres en exposant, introduits par l'outil «  Source ») sont à placer entre la fin de phrase et le point final[comme ça].
- Les liens internes (vers d'autres articles de Wikipédia) sont à choisir avec parcimonie. Créez des liens vers des articles approfondissant le sujet. Les termes génériques sans rapport avec le sujet sont à éviter, ainsi que les répétitions de liens vers un même terme.
- Les liens externes sont à placer uniquement dans une section « Liens externes », à la fin de l'article. Ces liens sont à choisir avec parcimonie suivant les règles définies. Si un lien sert de source à l'article, son insertion dans le texte est à faire par les notes de bas de page.
- La présentation des références doit suivre les conventions bibliographiques. Il est recommandé d'utiliser les modèles {{Ouvrage}}, {{Chapitre}}, {{Article}}, {{Lien web}} et/ou {{Bibliographie}}. Le mode d'édition visuel peut mettre en forme automatiquement les références.
- Insérer une infobox (cadre d'informations à droite) n'est pas obligatoire pour parachever la mise en page.

Pour une aide détaillée, merci de consulter Aide:Wikification.
Si vous pensez que ces points ont été résolus, vous pouvez retirer ce bandeau et améliorer la mise en forme d'un autre article.
Isidora Goreshter, née le 24 octobre 1981 à Long Beach en Californie, est une actrice américaine.
Elle est principalement connue pour son interprétation de Svetlana dans la série à succès Shameless (US).

## Biographie
Isidora Goreshter est née et a grandi à Long Beach, en Californie, où elle a commencé à se produire sur scène à l'âge de trois ans. Elle a étudié le ballet classique.[1]
Elle a fait aussi de la gymnastique en compétition dans son enfance.[2] Elle a remporté la première place à la poutre, la deuxième place au saut et au sol et la troisième place au concours général dans son groupe d'âge au California State Cup Championship en 1992.[3] Toujours en 1992, elle est arrivée à la deuxième place du classement général de son groupe d'âge aux championnats du Pacifique central.
Vie privée
Isidora Goreshter est l'ainée de sa famille, née aux États-Unis.[5] Sa famille est originaire de l'ex-Union soviétique.[6] Deux de ses grands-parents sont originaires d'Orhei, en Moldavie.[7]
Elle a étudié le théâtre au conservatoire de théâtre Stella Adler. Elle est apparue dans des productions de spectacles sur scène telles que Beyrouth, The Smell of the Kill, Waiting for Lefty, Laundry and Bourbon et Waiting for Godot.[1] Elle est diplômée en art dramatique et en histoire de l'art.[6]
Carrière
Isidora Goreshter a fait ses débuts au cinéma avec un petit rôle dans le film Paranoia, avec Harrison Ford, Gary Oldman et Liam Hemsworth. Elle a ensuite joué des rôles secondaires dans les films T is for Twig, A Leading Man et le court métrage primé Wonder Girls.[1]
En 2013, Elle a joué dans la série télévisée Shameless le rôle de la prostituée russe Svetlana. D'abord censée être un personnage transitoire, elle a joué un rôle régulier jusqu'en en 2016. Elle a quitté la série après la saison 8.[8]
Elle a ensuite joué un rôle principal dans le film The Petal Pushers et un autre face à Noël Wells et Joe Pantoliano dans le film Happy Anniversary.

## Filmographie
- 2008 : Deader Living Through Chemistry (court métrage) : Lana
- 2009 : Ma cité, mon histoire (court métrage) : Margie
- 2010 : Birds of a Feather (téléfilm) : la danseuse
- 2011 : Birds of a Feather : la danseuse
- 2011 : Double Black (court métrage) : Mead
- 2012 : Paying for It (court métrage) : Sophie
- 2012 : 2 Broke Girls (série télévisée) : Elena
- 2012 : T Is for Twig (court métrage) : Lina
- 2012 : 1 Nighter : Bubbles
- 2012 : Ben and Kate (série télévisée)
- 2012 : The Skinny (court métrage) : la coach
- 2012 : Oscar's Escape (court métrage) : Sophie
- 2013 : Paranoia : l'infirmière
- 2013 : A Leading Man : Morgan Tucker
- 2013 : The Wonder Girls (court métrage) : Kornelia
- 2014 : No Names (court métrage) : Jules
- 2017 : Trouble : Maggie jeune
- 2017 : The Petal Pushers : Ceil
- 2017 : How We Work 8 (court métrage) : Erica
- 2018 : Clara's Ghost : Adelia
- 2013-2018 : Shameless (série télévisée) : Svetlana Fisher (53 épisodes)
- 2018 : Happy Anniversary : Georgia
- 2019 : Grey's Anatomy : Paula (1 épisode)